# Sant Seren
Sant Seren (en francès Saint-Céré) és un municipi francès situat al departament de l'Òlt i a la regió d'Occitània.

## Demografia
| 1962                                       | 1968  | 1975  | 1982  | 1990  | 1999  | 2007  |
| ------------------------------------------ | ----- | ----- | ----- | ----- | ----- | ----- |
| 3.531                                      | 3.926 | 4.089 | 4.056 | 3.760 | 3.515 | 3.560 |
| Des de 1962: població sense dobles comptes |       |       |       |       |       |       |

## Administració
| Període   | Identitat     | Partit        |
| --------- | ------------- | ------------- |
| 1983-1995 | André Boyer   | PRG           |
| 1995-     | Pierre Destic | Divers droite |

## Personatges il·lustres
- Pierre Poujade